# 海南中学
海南中学（かいなんちゅうがく）は中国海南省海口市にある寄宿制の公立中高一貫校であり、海南省教育庁に直属する全国重点高級中学である。略称は海中。
理系・文系の2コースがある。学年制と2学期制を採用する。

## 沿革
- 1923年 - 私立瓊海中学として設立される
- 1953年 - 広東海南中学に改称
- 1988年 - 海南中学に改称